# Giuseppe Verdi
Giuseppe Fortunino Francesco Verdi (født 9. eller 10. oktober 1813, død 27. januar 1901) var en italiensk romantisk komponist, der primært komponerede opera. Han var en af de mest indflydelsesrige komponister fra det 19. århundrede. Hans værker opføres ofte i operahuse over hele verden, ligesom temaerne fra nogle af hans værker for længst har slået rod i den folkelige kultur som fx "La donna è mobile" fra Rigoletto, "Va, pensiero", det hebraiske slavekor fra Nabucco, "Libiamo ne' lieti calici", drikkesangen fra La traviata og triumfmarchen fra Aida. Selv om hans arbejde er kritiseret for at bruge et almindeligt diatonisk tonesprog i stedet for et kromatisk og for at have en tendens til melodrama, dominerer Verdis mesterværker det almindelige operarepertoire 150 år efter, de blev komponeret.

## Tidlige liv
Verdi blev født som søn af Carlo Giuseppe Verdi og Luigia Uttini i Le Roncole en landsby nær Busseto i departmentet Taro, som var en del af det første franske imperium efter annekteringen af Hertugdømmet Parma og Piacenza. Dåbsregisteret anfører den 11. oktober, at han blev "født i går", men da dagen ofte regnedes fra solnedgang, betyder det, at Verdi blev født enten den 9. eller 10. oktober. Dagen efter blev han døbt i Joseph Fortuninus Franciscus'-kirken'. Dagen efter tog Verdis far sin nyfødte med til Busseto, hvor barnet blev opført som Joseph-Fortunin-François.
Mens han var dreng, flyttede forældrene fra Piacenza til Busseto, hvor han kunne få en uddannelse og besøge det store bibliotek i jesuiterskolen. I Busseto modtog Verdi sin første undervisning i komposition.
Han fortsatte sine studier i Milano som 20-årig. Han fik privatundervisning i kontrapunkt og gik til operaforestillinger og koncerter med specielt tysk musik. Det var i Milano han blev overbevist om at han skulle forfølge en karriere som teaterkomponist. I midten 1830'erne deltog han i Salotto Maffei, en salon der mødtes hos grevinde Clara Maffei.
Tilbage i Busseto blev han byens musiklærer, og med støtte fra Antonio Barezzi, en lokal købmand og musikelsker, der længe havde støttet Verdis musikalske ambitioner i Milano, gav Verdi sin første offentlige optræden i Barezzis hjem i 1830.
Barezzi bad ham være musiklærer for datteren Margherita, som Verdi hurtigt blev forelsket i. De blev gift den 4. maj 1836 og fik to børn, Virginia Maria Luigia (26. marts 1837 – 12. august 1838) og Icilio Romano (11. juli 1838 – 22. oktober 1839). De døde som spæde, mens Verdi arbejdede på sin første opera, og kort tid efter døde Margherita (18. juni 1840). Verdi blev dybt påvirket af sin kone og sine børns død.

### Første anerkendelse
Opsætningen af hans første opera, Oberto, conte di San Bonifacio, i november 1839 på Milanos Teatro alla Scala fik en vis succes, og Bartolomeo Merelli, teatrets impresario, tilbød Verdi en kontrakt på yderligere to værker. Det var under arbejdet med hans anden opera,Un giorno di regno ossia il finto Stanislao, hans eneste komiske opera i halvtreds år, at Verdis kone døde. Operaen havde premiere i september 1840 og blev en fiasko. Verdi overvejede fortvivlet at opgive komponistkarrieren, men Merelli overtalte ham til at skrive Nabucco, og ved premieren i 1842 var Verdi pludselig berømt.
Nu fulgte i de næste ti år 14 operaer. I Lombardi alla prima crociata kom i 1843, Ernani i 1844 og Luisa Miller i 1849. Operaerne blev gradvis mere og mere fyldige, og orkestret fik efterhånden en større og kraftigere rolle. Som et brud med konventionen i det 19. århundredes italienske opera forsøgte Verdi sig med en opera uden en kærlighedshistorie og skrev Macbeth i 1847.
I 1847 blev I Lombardi revideret og omdøbt til Jérusalem og blev sat op på Opéra National de Paris. Verdi måtte gå ind på en række parisiske konventioner og omarbejdede værket i den franske grand opéra-stil.

## Mellemår
Midt i 1840'erne, efter Margherita Barezzis død, indledte Verdi en affære med Giuseppina Strepponi, en sopran i slutningen af sin karriere. Den omstændighed at de levede sammen før ægteskabet, blev opfattet som skandaløs, og Verdi og Giuseppina blev gift den 29. august 1859 Collonges-sous-Salève nær Genève. Da Verdi boede i Busseto med Strepponi, købte han en ejendom tæt ved byen i 1848. I første omgang boede hans forældre der, men efter moderens død i 1851 gjorde han Villa Verdi på Sant'Agata i Villanova sull'Arda til sit hjem resten af livet.
Et af Verdis største mesterværker Rigoletto fik premiere i Venedig i 1851. Operaen er baseret på skuespillet Le Roi s'amuse af Victor Hugo. Librettoen gennemgik væsentlige ændringer før censuren var tilfreds, og komponisten var på nippet til at opgive det hele flere gange. Operaen blev en stor succes. Med Rigoletto blev Verdis idé tydelig om det musikalske drama som en blanding af heterogene elementer der afspejler den sociale og kulturelle kompleksitet. Operaen udviser en særpræget blanding af komedie og tragedie og en stor variation i det musikalske udtryk.
Nu fulgte den anden og tredje af de tre store operaer fra Verdis "mellemperiode": I 1853 blev Il Trovatore sat op i Rom og La Traviata i Venedig. Traviata er blandt hans mest kendte operaer i dag, men ved premieren fik den ikke en god modtagelse. Den var baseret på Alexandre Dumas d.y.'s stykke La Dame aux camélias.

## Senere kompositioner
Mellem 1855 og 1867 fulgte en strøm af store Verdi-operaer: Un ballo in maschera (1859) med handlingen lagt til Stockholm, om mordet på kong Gustav 3.; da censuren i mange lande gjorde indsigelse mod et kongemord på scenen, blev kong Gustav omdøbt til Riccardo, guvernør i Boston, zigeunersken Mor Britta blev til mulatinden Ulrica, osv.; La forza del destino (bestilt af det kejserlige teater i Sankt Petersborg og opført i 1862) og en revideret version af Macbeth (1865). Andre, lidt mindre ofte opførte værker omfatter Les vêpres siciliennes (1855) og Don Carlos (1867), begge bestilt af pariseroperaen og sunget på fransk. I dag opføres disse to sidstnævnte operaer som oftest i reviderede italienske versioner. Simon Boccanegra fulgte i 1857.
I 1869 blev Verdi bedt om at komponere et afsnit til et rekviem til minde om Gioachino Rossini. Tanken var at det skulle være en samling af musik af italienske komponister. Det rekviem blev udarbejdet og afsluttet, men aflyst i sidste øjeblik og ikke opført i Verdis levetid. Verdi skød skylden på dirigentens manglende entusiasme; han var Angelo Mariani, der længe havde været Verdis ven. Episoden førte til et brud mellem dem. Sopranen Teresa Stolz, som senere fik et nært forhold til Verdi, var Marianis forlovede, men forlod ham ikke længe efter. Fem år senere omarbejdede Verdi "Libera Me", hans bidrag til rekviemet, og gjorde det til en del af sin egen messe til ære for den berømte romanforfatter og digter Alessandro Manzoni, der døde i 1873. Det blev uropført i domkirken i Milano den 22. maj 1874.
Verdis grand opéra, Aida, menes at været bestilt til festlighederne i forbindelse med åbningen af Suez-kanalen i 1869, men ifølge en kritiker, afviste Verdi Khedives opfordring til at skrive en "ode" til det nye operahus i Cairo, som han havde planer om at indvie som en del af kanalåbningen. Operahuset blev åbnet med en opførelse af Rigoletto. Senere i 1870, fik en ny henvendelse med et ønske om en opera, men igen afviste han. Først da han fik at vide, at Charles Gounod ville få bestillingen og derefter Richard Wagner, begyndte han at vise interesse, og en aftale blev undertegnet i juni 1870.
Sopranen Teresa Stolz var forbundet med Aida, Requiet og en række andre Verdi-partier. Rollen som Aida blev skrevet til hende; hun optrådte dog ikke ved verdenspremieren i Kairo i 1871, men sang partiet ved den europæiske premiere i Milano i februar 1872. Hun var også solist i den første og mange senere opførelser af Verdis Rekviem. Det var en udbredt opfattelse, at hun og Verdi havde en affære, efter at hun forlod Angelo Mariani. Om der er nogen sandhed i påstanden, kommer næppe for dagens lys; men efter Giuseppina Strepponis død var Teresa Stolz en nær ven af Verdi.
Efter Aida skrev Verdi efter 1873 en strygekvartet og rekviemet for digteren Alessandro Manzoni.
Verdi og Wagner, som stod for hver sin musikalske "skole", havde et dårligt forhold til hinanden, selv om de aldrig mødtes. Verdis bemærkninger om Wagner og hans musik er få og ikke velvillige, omend han dog stærkt beklagede den tyske komponists død. Af Wagners bemærkninger om Verdi er kun en velkendt. Efter at have lyttet til Verdis Requiem, skal Wagner have sagt, at det ville være bedst ikke at sige noget.

## Sidste år og død
I de følgende år reviderede Verdi nogle af sine tidligere partiturer og kom med nye versioner af Don Carlos, La forza del destino og Simon Boccanegra.
I 1879 blev Verdi opfordret til at skrive en ny opera, Otello. Pga. revideringerne af de tidligere operaer blev Otello først færdig i 1886. Værket bygger på Shakespeares Othello og er komponeret til en libretto af den yngre komponist Arrigo Boito , som har komponeret Mefistofele). Operaen, der er Verdis mest kraftfulde og tragiske værker, uropførtes i Milano i 1887. Musikken kan ikke let opdeles i separate "numre". Arturo Toscanini spillede cello i orkestret ved urpremieren og begyndte her sit venskab med Verdi, som han ærede lige så højt som Beethoven).
Verdis sidste opera, Falstaff, hvis libretto også var af Boito, er baseret på Shakespeares The Merry Wives of Windsor og Victor Hugos oversættelse. Den komiske opera havde premiere i 1893 og blev en international succes. Den viser Verdis geniale forhold til kontrapunkt.
I 1894 komponerede Verdi en kort ballet til en fransk produktion af Otello, og balletmusikken blev hans sidste orkestrale komposition. År senere, indspillede Arturo Toscanini musikken til RCA Victor med NBC Symphony Orchestra som supplement til sin indspilning af den komplette opera fra 1947.
I 1897 færdiggjorde Verdi sit sidste værk, en komposition til den latinske tekst Stabat Mater. Det var det sidste af fire religiøse værker, Verdi komponerede, Quattro Pezzi Sacri, som opføres sammen eller hver for sig. Uropførelsen af de fire værker fandt sted den 7. april 1898 i Paris. De fire værker er: Ave Maria for blandet kor, Stabat Mater for blandet kor og orkester, Laudi alla Vergine Maria for damekor og Te Deum for blandet kor og orkester.
Den 29. juli 1900 blev kong Umberto I af Italien myrdet; mordet forfærdede den aldrende Verdi.
Sine sidste år tilbragte Verdi som rig og respekteret i Milano. Under sit ophold på Grand Hotel et de Milan  fik Verdi et slagtilfælde den 21. januar 1901. Han blev svagere og svagere og døde seks dage efter, den 27. januar 1901. Arturo Toscanini dirigerede et orkester og kor med musikere fra hele Italien ved statsbegravelsen i Milano. Begravelsen er den offentlige begivenhed der har tiltrukket det største antal mennesker i Italiens historie.

## Verdis rolle iRisorgimento
Musikhistorikere har længe fortalt om det berømte Va, pensiero-kor fra tredje akt af Nabucco. Myten fortæller, at når Va, pensiero-koret blev sunget i Milano, der var under østrigsk herredømme, reagerede publikum med nationalistisk iver og identifikation med de landsforviste slavers klagesang over deres tabte hjemland ved at kræve stykket spillet dacapo. Da regeringen havde forbudt ekstranumre, ville ønsket være yderst betydningsfuldt. Forskningen har ikke kunnet bekræfte myten. Hvis publikum ønskede et ekstranummer, var det ikke Va, pensiero, det drejede sig om, men snarere salmen Immenso Jehova, sunget af de hebraiske slaver for at takke Gud for at redde folket. I lyset af disse nye oplysninger har Verdis rolle som den musikalske frontfigur i Risorgimento måttet nedtones.
På den anden side afbrød teatrets håndværkere hvad de var i gang med under en prøve på operaen og applauderede Va, pensiero. Verdis musik skal i stigende være identificeret med italiensk nationalisme fra sommeren 1846, hvor navnet på en person i Ernani blev ændret fra Carlo til Pio, en henvisning til Pave Pius IXs amnesti til politiske fanger.
Myten om Verdi som Risorgimentos komponist har også ført til påstande om at sloganet "Viva Verdi" blev brugt i hele Italien som hemmeligt akronym for Vittorio Emanuele Re d'Italia (Victor Emmanuel, konge af Italien) som henvisning til Victor Emmanuel II, der dengang var konge af Sardinien.
Da Verdi blev kørt til sit sidste hvilested på Casa di Riposo per Musicisti, dirigerede Arturo Toscanini et kor på 820 sangere i "Va, pensiero". Ved casa'et blev Miserere fra Il trovatore sunget.
Verdi blev medlem af deputeretkammeret i 1861 efter en anmodning fra premierminister Cavour. Verdi søgte sin afsked i 1865. I 1874 blev han udnævnt til Senator af Kongeriget af kong Victor Emanuel II.

## Stil
Verdis musik er præget af Rossini, Bellini, Meyerbeer og ikke mindst Donizetti og Mercadaante. Med undtagelse af Otello, Aida og Falstaff viser hans værker ikke påvirkninger fra Wagner. Selv om han respekterede Gounod, undgik Verdi omhyggeligt at lære noget af franskmanden, som mange betragtede som den største dalevende komponist. Nogle steder i Aida tyder i hvert fald på kendskab til værker af den russiske komponist Mikhail Glinka, som Franz Liszt efter sin rundtur i det russiske imperium som pianist udbredte kendskabet til i Vesteuropa.
Gennem hele sin karriere brugte Verdi kun sjældent det høje C i sine arier for tenor med henvisning til, at muligheden for at synge den tone foran et publikum ville distrahere den udøvende både før og efter tonen. Men han gav høje C'er til Duprez i Jérusalem og Tamberlick i den oprindelige version af La forza del destino. Det høje C, der ofte høres i arien Di quella pira, findes ikke i Verdis partitur.
Verdi insisterede på at opsøge handlinger som passede til hans temperament som komponist. I tæt samarbejde med sine tekstforfattere sikrede han, idet han var klar over, at det dramatiske udtryk var hans force, at alle libretti var renset for "unødvendige" detaljer og "overflødige" personer, så der kun var roller fyldt med lidenskab og scener med rigt drama tilbage.
Mange af hans operaer især fra 1851 er en fast bestanddel af standardrepertoiret. Kun Giacomo Puccini har af italienske operakomponister nået Verdis popularitet.

## Liste over værker
- Operaer:
  - Oberto, conte di San Bonifacio, 17. november 1839
  - Un giorno di regno ossia il finto Stanislao, 5. september 1840
  - Nabucco, 9. marts 1842
  - I Lombardi alla prima crociata, 11. februar 1843
  - Ernani, 9 marts 1844
  - I due Foscari, 3. november 1844
  - Giovanna d'Arco, 15. februar 1845
  - Alzira, 12. august 1845
  - Attila, 17. marts 1846
  - Macbeth, 14. marts 1847
  - I masnadieri, 22. juli 1847
  - Jérusalem (en revision og oversættelse af I Lombardi alla prima crociata) 26. november 1847
  - Il corsaro, 25. oktober 1848
  - La battaglia di Legnano, 27. januar 1849
  - Luisa Miller, 8. december 1849
  - Stiffelio, 16. november 1850
  - Rigoletto, 11. marts 1851
  - Il trovatore, 19. januar 1853
  - La traviata, 6. marts 1853
  - Les vêpres siciliennes, 13. juni 1855
  - Giovanna de Guzman, revision af Siciliansk vesper, 1855
  - Simone Boccanegra, 12. marts 1857, revideret 1881
  - Aroldo (en større revision af Stiffelio), 16. august 1857
  - Un ballo in maschera, 17. februar 1859
  - La forza del destino, 10. november 1862
  - Don Carlos, 11. marts 1867
  - Aida, 24. december 1871
  - Don Carlos, revideret 1872
  - Maskeballet, revideret (1883)
  - Don Carlos, anden revision (1884)
  - Don Carlos, tredje revision (1886)
  - Otello, 5. februar 1887
  - Falstaff, 9. februar 1893

- Sange
  - Sei Romanze (1838)
    1. Non t'accostar all'urna (Jacopo Vittorelli)
    2. More, Elisa, lo stanco poeta (Tommaso Bianchi)
    3. In solitaria stanza (Jacopo Vittorelli)
    4. Nell'orror di note oscura (Carlo Angiolini)
    5. Perduta ho la pace (oversat fra tysk af Luigi Balestra)
    6. Deh, pietoso, o addolorata (oversat fra tysk af Luigi Balestra)

  - L'esule (1839) (Temistocle Solera)
  - La seduzione (1839) (Luigi Balestra)
  - Guarda che bianca luna: notturno (1839) (Jacopo Vittorelli)
  - Album di Sei Romanze (1845)
    1. Il tramonto (Andrea Maffei)
    2. La zingara (S. Manfredo Maggioni)
    3. Ad una stella (Maffei)
    4. Lo Spazzacamino (Felice Romani)
    5. Il Mistero (Felice Romani)
    6. Brindisi (Maffei)

  - Il poveretto (1847) (Maggioni)
  - L'Abandonée (1849) (Escudier?)
  - Stornello (1869)
  - Pietà Signor (1894) (Verdi og Boito)

- Religiøs musik
  - Requiem (1874)
  - Messa per Rossini (1869, førsteopført posthumut 1988)
  - Pater Noster (1873)
  - Ave Maria (1880)
  - Quattro Pezzi Sacri (1898)
    1. Ave Maria
    2. Stabat Mater
    3. Laudi alla Vergine Maria
    4. Te Deum

- Andre værker
  - Suona la tromba (1848) (Giuseppe Mameli)
  - Inno delle Nazioni (1862, London) (Boito)
  - Strygerkvartet i e-mol (1873)

## Politisk betydning
Operaen var kommercielt rentabel og tilgængelig for de fleste klasser i samfundet. Den var derfor et effektivt middel til at nå det 19. århundredes offentlighed. Verdi satte i sit musikteater ædle idealer op mod korrumperet magt. Fædrelandskærlighed op mod uundgåelige krav om opofrelse og død, og lidenskab op mod behovet for social orden.

## VerdisRekviemi Theresienstadt
I november 1941 ankom den 36-årige rumænske pianist og dirigent Raphael Schächter lejren Theresienstadt. Han fik et klaver smuglet ind i mandsafdelingens kælder, og samlet et mandskor. Efterhånden fik han etableret et blandet kor på mellem 140 og 200 sangere. De indøvede og fremførte flere berømte operaer og klassiske værker. Verdis Rekviem gør dog størst indtryk. En kilde vil have det til, at SS beordrede Schächter til at lede opførelsen; en anden kilde, at han selv ville fremføre Rekviem som et varsel om det tredje riges undergang. Sikkert ved man, at fangerne hentede styrke fra værket: Libera me - sæt mig fri. Kort efter premieren i september 1943 blev næsten alle i koret deporteret til Auschwitz. Schächter dannede så et nyt kor; i december måtte han for tredje gang ud efter musikere efter endnu en transport "østpå". Denne sidste lille gruppe gav femten opførelser. I oktober 1944 gav SS ordre om en koncert, da medlemmer af Røde Kors ville inspicere lejren sammen med Adolf Eichmann. Sunget for gæsterne blev dødsmessen også et råb om hjælp. Lige efter blev Schächter sendt til Auschwitz sammen med andre af Theresienstadts musikere. De blev alle dræbt ved ankomst.

## Lydfiler
- Problemer med at afspille lydfilerne? Se hjælp.

## Andre kulturelle referencer
Verdi har givet navn til:
- Verdi Inlet ved Beethoven Peninsula på Alexander Island i Antarktis[17]
- Verdi Square hvor Broadway krydser West 72. Street på Manhattan
- Asteroiden 3975 Verdi

After Aida er et skuespil med musik i lighed med Amadeus; det skildrer Verdis forhold til sin librettist Arroigo Boito.
Giuseppe Verdi betyder bogstaveligt "Josef Grøn". Komikeren Victor Borge henviste ofte til den berømte komponist som "Joe Green", idet han mente, at "Giuseppe Verdi" blot var hans "kunstnernavn". Den samme vittige undersættelse indgår i filmen Evil Under the Sun af Patrick Redfern.
Der er mange teatre opkaldt efter Verdi i Italien.

### Livet i og omkring Busseto
- Associazione Amici di Verdi (red.), Con Verdi nella sua terra, Busseto, 1997 (på engelsk)
- Maestrelli, Maurizio, Guida alla Villa e al Parco (på italiensk), Villa Verdi, 2001
- Mordacci, Alessandra, An Itinerary of the History and Art in the Places of Verdi, Busseto: Busseto Tourist Office, 2001 (på engelsk)
- Villa Verdi: the Visit og Villa Verdi: The Park; the Villa; the Room (brochurer på engelsk), Villa Verdi